# Borough of Scunthorpe
Scunthorpe var ett distrikt i Humberside i England. Distriktet hade 67 324 invånare år 1961. Det avskaffades 1 april 1996 och blev en del av North Lincolnshire.